# 白子釗
白子釗（?—?），字元之，贵州贵阳人，清朝政治人物，同進士出身。
光緒二十一年（1895年）乙未科進士，三甲一百八十一名，后改官興義府儒学教授。